# اسکات راگسدال
اسکات راگسدال (انگلیسی: Scott Ragsdale؛ زاده ۱۰ ژانویه ۱۹۷۱) کارآفرین و ورزشکار رشته ورزش سه‌گانه اهل آمریکا است. 